# Pterolophia parassamensis
Pterolophia parassamensis là một loài bọ cánh cứng trong họ Cerambycidae.